# جويز دي فورا
جويز دي فورا هي بلدية في البرازيل، تتبع ميناس جرايس، بلغ عدد سكانها 456٬796  نسمة، في 2000، تبلغ مساحتها 1٬436٫850 كيلومتر مربع، رمزها البريدي هو 36000-000.
كان موقع المدينة عاملاً رئيسياً في تطورها الاقتصادي والديموغرافي حيث أنها تقع بين أهم ثلاث مدن كبرى مالية واقتصادية في جنوب شرق البرازيل (وأيضًا أكبر ثلاث مناطق حضرية في البلاد): ريو دي جانيرو (189 كم (117 ميل)) وبيلو هوريزونتي (260 كم (160 ميل)) وساو باولو (486 كم (302 ميل)). تربط الطرق السريعة الرئيسية جويز دي فورا بهذه المناطق الحضرية الثلاث، وأهمها BR 040 الذي يربط برازيليا مع ريو دي جانيرو عبر بيلو هوريزونتي. تم بناء المدينة على نهر بارايبونا ، أحد الروافد الرئيسية لنهر بارايبا دو سول.

## الموقع
تشترك في الحدود مع:
- Coronel Pacheco [الإنجليزية]‏
- Santana do Deserto [الإنجليزية]‏
- Santos Dumont, Minas Gerais [الإنجليزية]‏
- Bicas [الإنجليزية]‏
- Belmiro Braga [الإنجليزية]‏.

## المناخ
يظهر الجدول التالي التغييرات المناخية على مدار السنة لجويز دي فورا:
| البيانات المناخية لـجويز دي فورا  | البيانات المناخية لـجويز دي فورا | البيانات المناخية لـجويز دي فورا | البيانات المناخية لـجويز دي فورا | البيانات المناخية لـجويز دي فورا | البيانات المناخية لـجويز دي فورا | البيانات المناخية لـجويز دي فورا | البيانات المناخية لـجويز دي فورا | البيانات المناخية لـجويز دي فورا | البيانات المناخية لـجويز دي فورا | البيانات المناخية لـجويز دي فورا | البيانات المناخية لـجويز دي فورا | البيانات المناخية لـجويز دي فورا | البيانات المناخية لـجويز دي فورا |
| الشهر                             | يناير                            | فبراير                           | مارس                             | أبريل                            | مايو                             | يونيو                            | يوليو                            | أغسطس                            | سبتمبر                           | أكتوبر                           | نوفمبر                           | ديسمبر                           | المعدل السنوي                    |
| --------------------------------- | -------------------------------- | -------------------------------- | -------------------------------- | -------------------------------- | -------------------------------- | -------------------------------- | -------------------------------- | -------------------------------- | -------------------------------- | -------------------------------- | -------------------------------- | -------------------------------- | -------------------------------- |
| متوسط درجة الحرارة الكبرى °م (°ف) | 25.9 (78.6)                      | 26.8 (80.2)                      | 25.7 (78.3)                      | 23.9 (75.0)                      | 22.8 (73.0)                      | 21.2 (70.2)                      | 21.2 (70.2)                      | 22.2 (72.0)                      | 21.4 (70.5)                      | 23.8 (74.8)                      | 24.5 (76.1)                      | 25 (77)                          | 23.7 (74.7)                      |
| متوسط درجة الحرارة الصغرى °م (°ف) | 17.8 (64.0)                      | 18.2 (64.8)                      | 17.5 (63.5)                      | 16.3 (61.3)                      | 15.4 (59.7)                      | 13.2 (55.8)                      | 12.5 (54.5)                      | 12.4 (54.3)                      | 13.4 (56.1)                      | 15 (59)                          | 16.2 (61.2)                      | 16.9 (62.4)                      | 15.4 (59.7)                      |
| الهطول مم (إنش)                   | 299.8 (11.80)                    | 217.4 (8.56)                     | 198.3 (7.81)                     | 107.1 (4.22)                     | 65.4 (2.57)                      | 34.2 (1.35)                      | 27.5 (1.08)                      | 16.5 (0.65)                      | 49.9 (1.96)                      | 112.4 (4.43)                     | 191 (7.5)                        | 327.1 (12.88)                    | 1٬646٫6 (64.83)                  |
| متوسط الرطوبة النسبية (%)         | 83.4                             | 81.1                             | 83.9                             | 84.3                             | 83.3                             | 86                               | 77.9                             | 73.6                             | 83.1                             | 81.2                             | 81.3                             | 85.3                             | 82.03                            |
| المصدر: Climate-charts            |                                  |                                  |                                  |                                  |                                  |                                  |                                  |                                  |                                  |                                  |                                  |                                  |                                  |

## أعلام
- رافائيل بوتي
- ويسلي موراييس
- لياندرو ساليانو
- فاب ميلو
- آنا كارولاينا